# Pseudofaeces
Als Pseudofaeces oder Scheinkot (altgriechisch ψευδής pseudḗs „falsch“, „lügenhaft“ und lateinisch faex „Bodensatz, Kot“) werden Nahrungsreste bezeichnet, die von Filtrierern – insbesondere Muscheln – nicht verschluckt, sondern wieder ans Umgebungswasser abgegeben werden.
So erzeugen Muscheln, wie beispielsweise die Gemeine Miesmuschel, mit ihren Cilien (Wimpern) auf dem Mantel und den Kiemen einen Wasserstrom, über den neben gelöstem Sauerstoff auch Nahrungspartikel – Detritus, Phytoplankton und Zooplankton – herangestrudelt  und aufgenommen werden. Die Kiemen sind mit Schleim überzogen, an dem die Partikel hängen bleiben und durch Wimpernbänder zum Mund befördert werden. Als Nahrung ungeeignete Partikel werden jedoch nicht verschluckt, sondern (in meist eiförmigen Schleimpaketen) zusammengerollt und über Muskelkontraktionen als Pseudofaeces über das nach außen strömende Wasser wieder aus der Mantelhöhle abgegeben.
Durch die Zusammenballung sedimentieren die Pseudofaeces-Partikel deutlich schneller auf den Boden als die zuvor eingestrudelten Partikel, wodurch die Muscheln – abgesehen davon, dass sie einen erheblichen Teil der Schwebstoffe als Nahrung aufnehmen – wesentlich zur Klärung des Meerwassers beitragen.